# Orofino
Orofino is een plaats (city) in de Amerikaanse staat Idaho, en valt bestuurlijk gezien onder Clearwater County.

## Demografie
Bij de volkstelling in 2000 werd het aantal inwoners vastgesteld op 3247.
In 2006 is het aantal inwoners door het United States Census Bureau geschat op 3121, een daling van 126 (-3.9%).

## Geografie
Volgens het United States Census Bureau beslaat de plaats een oppervlakte van
6,5 km², waarvan 6,2 km² land en 0,3 km² water.

## Plaatsen in de nabije omgeving
De onderstaande figuur toont nabijgelegen plaatsen in een straal van 36 km rond Orofino.